# ألفريد كوخ
ألفريد كوخ (الروسية: Кох, Альфред Рейнгольдович) (و. 1961  م) هو سياسي، وشخصية أعمال من الاتحاد السوفيتي، وروسيا، ولد في زيريانوفسك، هو عضوٌ في مجلس الاتحاد.

## مناصب
تولى منصب نائب رئيس حكومة الاتحاد الروسي ‏
- عضو مجلس اتحاد روسيا  [لغات أخرى]‏

.

## التعليم
تعلم في Saint Petersburg State University of Economics ‏
.